# Londons pendeltåg
Londons pendeltåg består av pendeltåg på det nationella brittiska järnvägsnätet med olika operatörer. De betjänar London och delar av de angränsande grevskapen.

## Operatörer
Operatörer är 

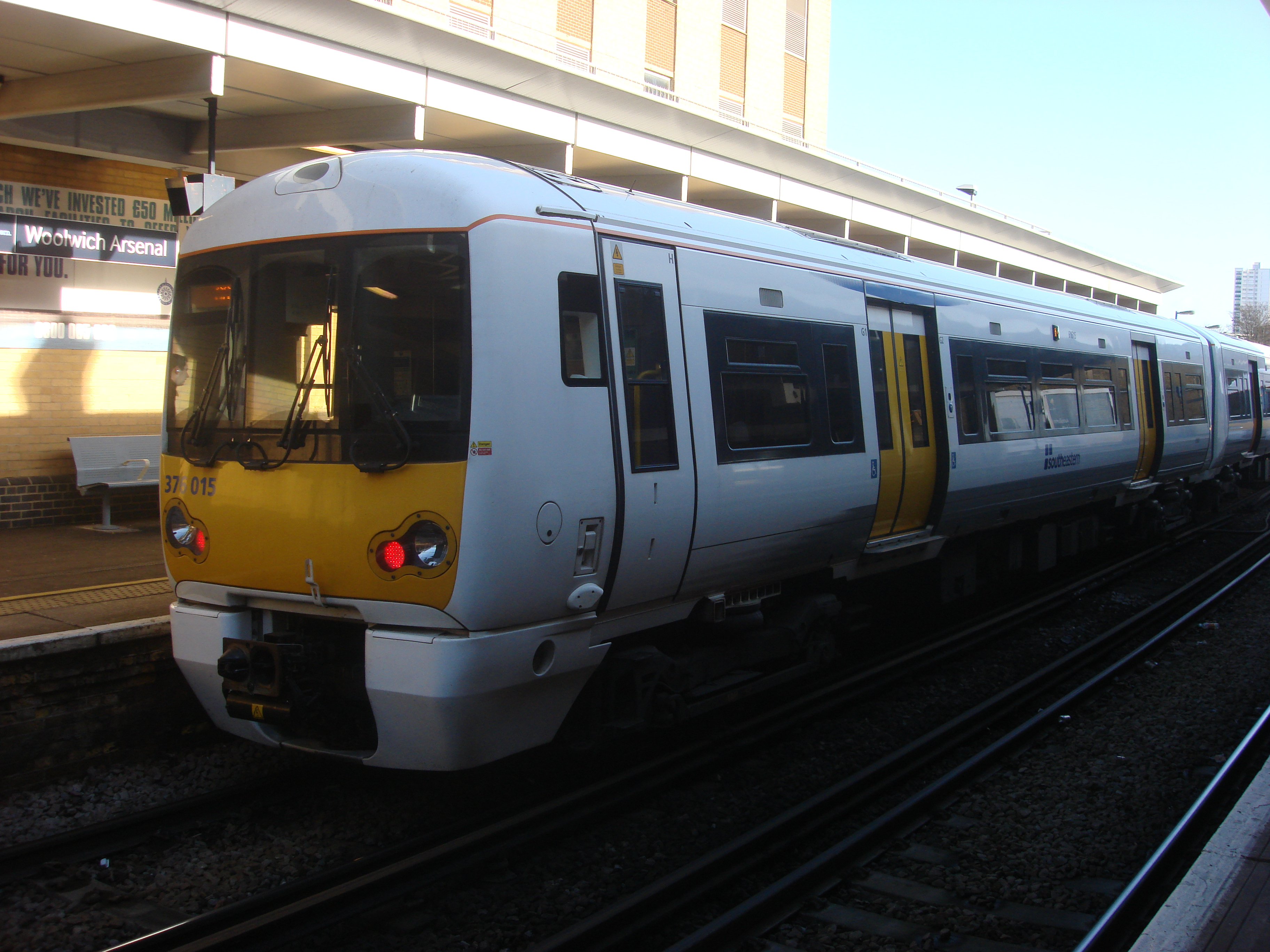
Ett pendeltåg från Southeastern i Woolwich Arsenal

- First Capital Connect, indelas i Thameslink i norra och sydvästra London och Great Northern i norr
- London Midland i nordväst
- Chiltern Railways i väst och nordväst
- First Great Western i väst
- Heathrow Connect i väst
- South West Trains i sydväst
- Southern i söder
- Southeastern i sydost
- c2c i öst
- Greater Anglia i norr och öst
- Transport for London för London Overground

(Nästan alla operatörer kör även regionaltåg och vissa t.o.m. fjärrtåg)

## London Overground

Logotyp

Ett särskilt lokaltågsnät kallas "London Overground" och består av fyra linjer mest i norra London på sammanlagt 86 km och 55 stationer. Nätet är tunnelbaneliknande med strömskena. Linjenätet byggs löpande söderut och man har bl.a. gjort om en tunnelbanelinje till en del av Overground. Detta system, under detta namn startades 2007, baserades på äldre system i det nationella nätet (och härstammar från det privata systemet North London Railway, senare hanterat av Britsh Rail). Systemet ägs av Londons stad och kranskommuner, via bolaget Transport for London som också äger tunnelbanan. Overground är nu med på Transport for Londons karta över spårtrafik, vilket inte de egentliga pendeltågen är.

## Biljetter och Resenärer
Ansvar har National Rail, hos vilka man bokar biljetter för vilka tågresor som helst i hela Storbritannien då de inte gör skillnad på pendeltåg och fjärrtåg.
Trots att tågen körs på nationellt nät gäller även Oyster cards och Travelcards inom Greater London, så att man kan åka på det till sista stationen där kortet gäller (beroende på hur täckande kortet är), och vid behov beställa separat biljett därifrån till en destination längre bort (det blir billigare så).

## Sträckningar (London Overground ej medräknat)

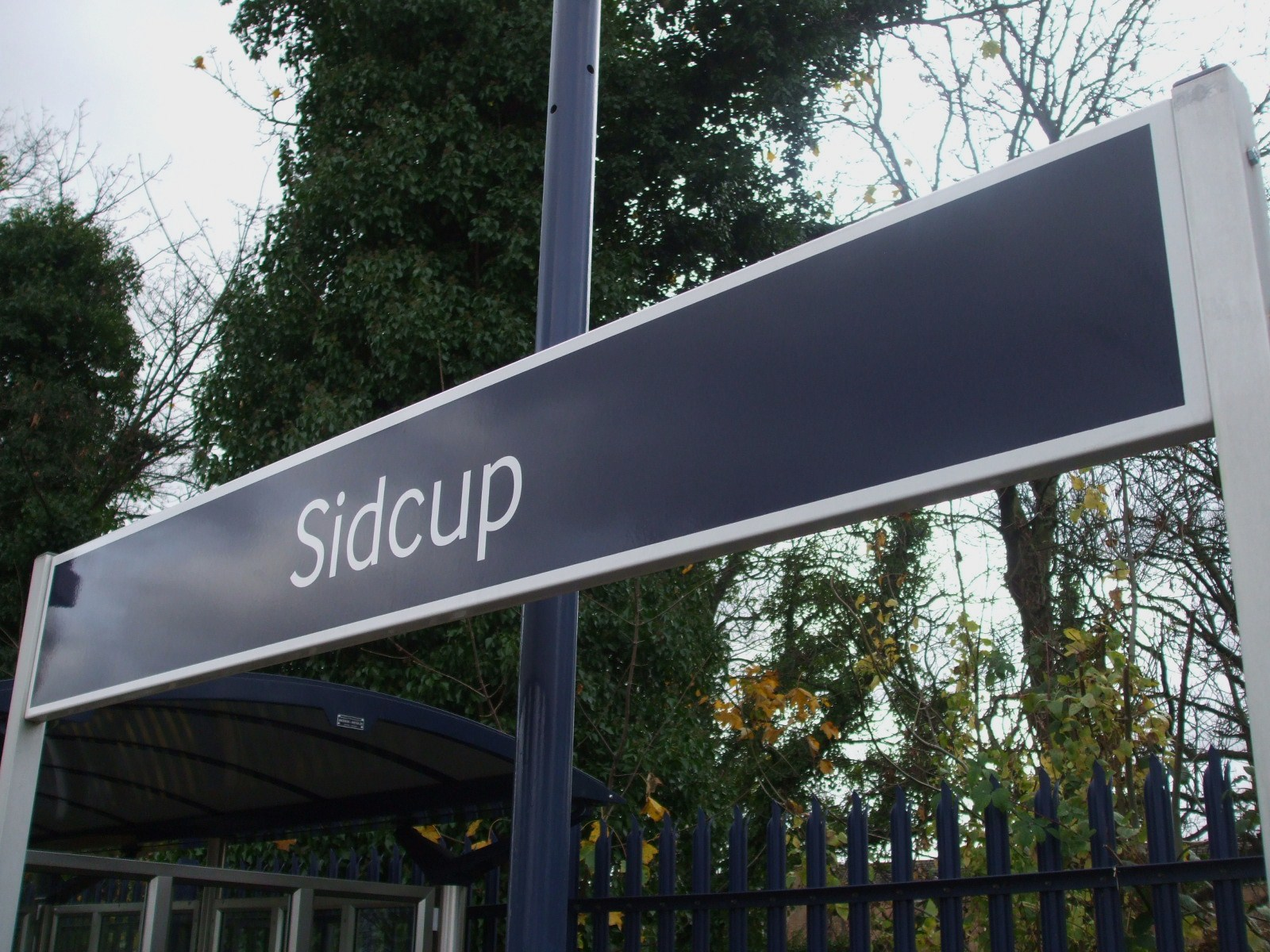
Stationsskylt på pendeltågsstationen i Sidcup (Southeastern)

Observera att det mesta av följande inte gäller under helger och särskilt rusningstrafik, då mönstret till stor del är helt annorlunda.
- GOVIA Thamselink
  - Luton - Sutton, alla stopp via, London St Pancras och Streatham, sedan runt Sutton Loop till Sutton och Wimbledon och tillbaka till Streatham. Betjänar även London Luton Airport
  - London Moorgate - Welvyn Garden City, alla stopp.
  - London Moorgate - Hertford North - Letchworth Garden City, alla stopp (sträckan Hertford - Letchworth trafikeras dock endast av 1 av 3 tåg).
  - Kentish Town - Sevenoaks, alla stopp via London St Pancras, Catford och Swanley. (Denna rutt körs av både First Capital Connect och Southeastern).

- Abellio Greater Anglia
  - London Liverpool Street - Ilford - Shenfield
  - London Liverpool Street - Chingford
  - London Liverpool Street - Edmonton Green - Enfield Town eller Cheshunt
  - London Liverpool Street - Tottenham Hale - Hertford East
  - London Liverpool Street - Tottenham Hale - London Stansted Airport
  - Stratford - Tottenham Hale - Bishops Stortford

- West Midlands Trains
  - London Euston - Tring, första stopp Harrow & Wealdstone, sedan Bushey, Watford Junction och alla till Tring.
  - London Euston - Milton Keynes Central, första stopp Watford Junction, sedan Hemel Hempstead och alla till Milton Keynes Central.

- Chiltern Railways
  - London Marylebone - High Wycombe, alla stopp
  - London Marylebone - Aylesbury, första stopp Harrow-on-the-hill, sedan Rickmansworth, Chorleywood, Chalfont & Latimer, Amersham och alla till Aylesbury.

- First Great Western
  - London Paddington - Greenford, alla stopp
  - London Paddington - Reading, första stopp Ealing Broadway, sedan Southall, Hayes & Harlington och alla till Reading.

- Heathrow Connect
  - London Paddington - London Heathrow Airport, första stopp Ealing Broadway och sedan alla till Heathrow Central.

Heathrow Connect ingår i pendeltågen formellt och biljettmässigt (utom närmast Heathrow där särskild taxa gäller), och går ungefär samma rutt som Heathrow Express, men stannar mycket oftare. Heathrow Express ingår däremot inte i pendeltågsnätet och har helt egna biljetter.
- South Western Railway
  - London Waterloo - Hounslow - London Waterloo ringlinje, alla stopp
  - London Waterloo - Windsor & Eton Riverside, första stopp Vauxhall, sedan Clapham Junction, Putney, Richmond, Twickenham, Whitton, Feltham och alla till Windsor & Eton Riverside.
  - London Waterloo - Weybridge, alla stopp via Hounslow och Staines.
  - London Waterloo - Kingston - London Waterloo ringlinje, alla stopp (dock stannar tåget endast i Queenstown Road för utgående motsolsturer och på tillbakavägen för medsolsturer).
  - London Waterloo - Shepperton, första stopp Vauxhall, sedan Clapham Junction och alla till Shepperton via New Malden.
  - London Waterloo - Hampton Court, första stopp Vauxhall, sedan Clapham Junction, alla till Surbiton, Thames Ditton och Hampton Court.
  - London Waterloo - Woking, första stopp Vauxhall, sedan Clapham Junction, Earlsfield, Wimbledon, Surbiton och alla till Woking.
  - London Waterloo - Chessington South, första stopp Vauxhall, sedan Clapham Junction och alla till Chessington South.
  - London Waterloo - Dorking, första stopp Vauxhall, sedan Clapham Junction, alla till Leatherhead och sedan direkt Dorking.
  - London Waterloo - Guildford, första stopp Vauxhall, sedan Clapham Junction och alla till Guildford via Epsom.
  - London Waterloo - Guildford, första stopp Vauxhall, sedan Clapham Junction, Earlsfield, Wimbledon, Surbiton och alla till Guildford via Oxshott och Cobham & Stoke d'Abernon.

- Southern
  - London Victoria - London Bridge (Inner South London Line), alla stopp via Denmark Hill och Peckham Rye.
  - London Victoria - London Bridge (Outer South London Line), alla stopp via Balham och Crystal Palace.
  - London Victoria - Epsom, första stopp Clapham Junction, sedan Balham och alla till Epsom via Hackbridge och Sutton.
  - London Victoria - Dorking - Horsham, första stopp Clapham Junction, sedan Sutton och alla till Horsham (vartannat tåg går dock endast till Dorking och stannar inte i Ewell East och Box Hill & Westthumble)
  - London Victoria - Sutton - (Epsom/Epsom Downs), alla stopp till Sutton via Norbury och West Croydon. En fjärdedel av tågen fortsätter till Epsom och en annan fjärdedel till Epsom Downs. Ingen av dessa stannar i Battersea Park.
  - London Victoria - Sutton, alla stationer via Crystal Palace och West Croydon.
  - London Victoria - Caterham, alla stopp via Norbury och East Croydon.
  - London Victoria - East Grinstead, första stopp Clapham Junction, sedan East Croydon, Sanderstead och alla till East Grinstead.
  - London Bridge - Beckenham Junction, alla stopp via Peckham Rye och Crystal Palace.
  - London Bridge - West Croydon, alla stopp via Peckham Rye, Streatham och Norbury.
  - London Bridge - Caterham, alla stopp via Sydenham och East Croydon.
  - London Bridge - Tattenham Corner, första stopp Norwood Junction, sedan East Croydon, Purley och alla till Tattenham Corner.
  - London Bridge - Horsham, första stopp New Cross Gate, sedan Norwood Junction, East Croydon, Purley, Coulsdon South och alla till Horsham via Redhill och London Gatwick Airport. (vartannat tåg stannar dock inte i Earlswood och Salfords).
  - South Croydon - Milton Keynes Central, alla stopp till Clapham Junction via Norbury, sedan Imperial Wharf, West Brompton, Kensington Olympia, Shepherds Bush, Wembley Central, Harrow & Wealdstone, Watford Junction, Hemel Hempstead, Berkhamstead, Tring, Leighton Buzzard, Bletchley och Milton Keynes Central. Denna rutt betjänar inte centrala London, även om Shepherds Bush ligger endast 10 min därifrån med tunnelbanans Central Line

- Southeastern
  - London Charing Cross - Gillingham, första stop London Waterloo East, sedan London Bridge, Lewisham, Blackheath, Charlton, Woolwich Arsenal, Abbey Wood, Dartford, Greenhithe, Gravesend, Strood, Rochester, Chatham och Gillingham.
  - London Charing Cross - Dartford, första stopp London Waterloo East, sedan London Bridge, Lewisham och alla till Dartford via Bexleyheath.
  - London Charing Cross - Gravesend, första stopp London Waterloo East, sedan London Bridge, Hither Green och alla till Dartford och Gravesend via Sidcup.
  - London Charing Cross - Hayes, första stopp London Waterloo East, sedan London Bridge, Ladywell och alla till Hayes.
  - London Charing Cross - Sevenoaks, första stopp London Waterloo East, sedan London Bridge, Hither Green och alla till Orpington och Sevenoaks.
  - Ringlinje London Cannon Street - Sidcup - Woolwich Arsenal - London Cannon Street och omvänt, alla stopp.
  - London Cannon Street - Dartford, alla stopp via Greenwich och Woolwich Arsenal (hälften av tågen vänder dock i Slade Green).
  - London Cannon Street - Barnehurst, alla stopp via Bexleyheath.
  - London Cannon Street - Hayes, alla stopp.
  - London Cannon Street - Orpington, alla stopp via Lewisham.
  - London Victoria - Orpington, alla stopp via Herne Hill och Bromley South.
  - London Victoria - Dartford, alla stopp via Bexleyheath.
  - Kentish Town - Sevenoaks, alla stopp via London St Pancras, Catford och Swanley. (Denna rutt körs av både First Capital Connect och Southeastern).

- c2c
  - London Fenchurch Street - Shoeburyness, första stopp Limehouse, sedan West Ham, Barking, Upminster och alla till Southend-on-sea och Shoeburyness via Basildon (vartannat tåg stannar inte i Limehouse, West Horndon och Pitsea).
  - London Fenchurch Street - Southend-on-sea, första stopp Limehouse, sedan West Ham, Barking, Upminster och alla till Southend-on-sea via Grays och Tilbury.
  - London Fenchurch Street - Grays, första stopp Limehouse, sedan West Ham, Barking och alla till Grays via Purfleet.

## Teknik
Linjerna har blandad teknisk standard. Många av dem har strömskena med cirka 750 V likspänning (som tunnelbanan) medan andra sträckor har 25 kV växelspänning i kontaktledning. Det finns tåg som bara går med ett av systemen, och tåg som klarar båda. First Great Western och Chiltern Railways använder sig av dieselmotorvagnar av typen Class 165 för sina pendeltågssträckor.